# Joshua J. Johnson
Pour les articles homonymes, voir Johnson.
Joshua J. Johnson (né le 10 mai 1976) est un athlète américain spécialiste des épreuves de sprint.
Il s'illustre à l'occasion des Championnats du monde d'athlétisme 2003 de Paris en remportant la médaille d'or du relais 4 × 100 mètres avec ses coéquipiers américains John Capel, Bernard Williams et Darvis Patton avec le temps de 38 s 06. Il termine par ailleurs 6e de la finale du 200 mètres. En fin de saison 2003, Johnson remporte le 200 m de la 1re édition de la Finale mondiale de l'athlétisme.

## Records personnels
- 100 mètres : 9 s 95 (Walnut, le 21/04/2002)
- 200 mètres : 19 s 88 (Bruxelles, le 24/08/2001). Meilleure performance mondiale de l'année.

## Palmarès
- Championnats du monde d'athlétisme 2003 à Paris  :
  -  Médaille d'or du relais 4 × 100 mètres